# Litton Industries
La Litton Industries è una impresa statunitense attiva nel settore della difesa; fondata nel 1953 da Charles Litton, nel 2001 venne acquistata dalla Grumman Corporation.

## Storia

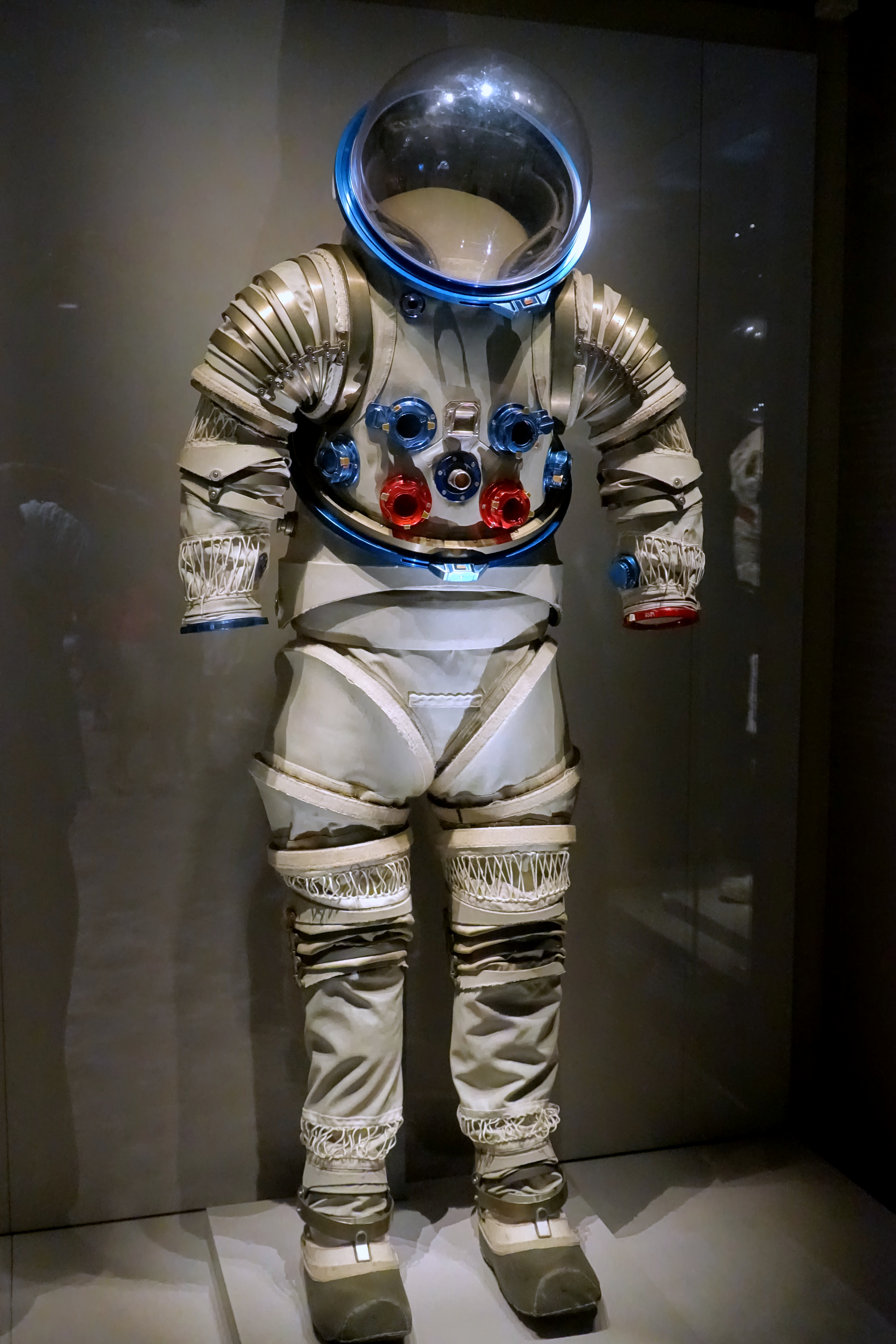
Tuta spaziale Litton B1-A del 1969

Le prime realizzazioni dell'azienda riguardavano strumenti elettronici destinati alla navigazione, alle comunicazioni ed alla guerra elettronica. Negli anni successivi, in ottica di diversificazione, l'azienda ampliò la propria attività (entrando, ad esempio, nel settore delle costruzioni navali, dei sondaggi geognostici o degli elettrodomestici, in particolare forni a microonde) e, di conseguenza, le proprie dimensioni.
Nel 1964 a Pomezia edificò la Sweda Italia per produrre registratori di cassa
All'inizio degli anni novanta la Litton Industries scisse le proprie attività in due aziende separate: una comprendente le attività del settore militare, l'altra (che assunse la denominazione di Western Atlas Inc.) quelle più tipicamente commerciali.
In 1998, Litton Industries compra TASC Inc. (The Analytic Sciences Corporation). Nel 2000, TASC vende tre sue società: Adesso Software, WSI (Weather Services International) Corporation e la Emerge.
Nel maggio 2001 il ramo d'azienda che aveva mantenuto l'originaria denominazione venne acquisita dalla Northrop Grumman per 5,1 miliardi di dollari.; l'acquisizione, con un complesso processo di fusioni e scorpori aziendali, diede origine alla holding Northrop Grumman Corporation.

## Divisioni
- Litton Industries, Potentiometer Division, Mount Vernon, NY
- Litton Airtron, Morris Plains,  NJ
- Litton Airtron-SYNOPTICS (Synthetic Optics and Crystals)
- Litton Guidance and Control Systems
- Litton Aero Products
- Litton Computer Services
- Litton Electron Devices (ora L3 Technologies, Electron Devices: Torrance CA & Williamsport PA)
- Litton Data Systems
- Litton Space Systems
- Litton Integrated Systems
- Litton Ship Systems
  - Avondale Shipyard
  - Ingalls Shipyards
- Litton Automated Marine Systems (AMS)
  - Sperry Marine
  - C.Plath
  - Load monitoring System for Spanish Product Carriers
  - Decca Radar (già Racal)
    - Decca Navigator
- Litton Systems Canada
- Litton Italia
- Litton Encoder
- Litton Network Access Systems
- Litton PRC
- LITEF - Litton Technische Werke Friburgo in Brisgovia, Germania)
- TELDIX
- Litton Kester
- Litton Advanced Systems (già Litton Amecom)
- Litton Life Support Systems (già Bendix Instruments e Life Support Division) Davenport, Iowa
- Litton Datalog
- Litton Westrex (già Western Electric
- Litton Bionetics, Fort Detrick, Frederick, MD
- Western Atlas, joint venture tra Dresser Industries e Western Geophysical.
- Litton Revenue Control Systems, già Taller and Cooper
- Litton Cole
- Litton Moffat
- Litton Sweda
- Litton Monroe
- Litton Royal
- Litton Adler
- Stouffer's (comprata nel 1967 e venduta a Nestlé nel 1973)[4]